# Litocampa nearctica
Litocampa nearctica är en urinsektsart som beskrevs av Filippo Silvestri 1934. Litocampa nearctica ingår i släktet Litocampa och familjen Campodeidae. Inga underarter finns listade i Catalogue of Life.